# Can Jepa (Rupià)
Can Jepa és una obra de Rupià (Baix Empordà) protegida com a Bé Cultural d'Interès Local.

## Descripció
Mas de planta rectangular amb carener perpendicular a la façana i coberta a dues aigües. La volumetria de mas és de planta baixa i pis, amb una terrassa a la planta principal. Actualment té les façanes sense arrebossar, la pedra queda al descobert en les llindes i muntants de les obertures fruit d'una important rehabilitació.
Hi ha una construcció de fusta annexa a la façana nord que podria ser un traster o un garatge.
Aquest edifici podria ser anterior al segle xix.